# Tour de Abu Dhabi
O Tour de Abu Dhabi (oficialmente Abu Dhabi Tour), foi uma volta por etapas profissional de ciclismo de estrada que se disputava nos Emirados Árabes Unidos ininterruptamente desde 2015 (4 edições) até ano 2018. Disputava-se no final de fevereiro (as suas duas primeiras edições em outubro). Esteve organizada por RCS Sport, companhia que organiza, entre outras, o Giro d'Italia.
Inicialmente a carreira fez parte do UCI Asia Tour na categoria 2.1. No ano 2016 passou à categoria 2.hc (máxima categoria dos circuitos continentais). Depois no 2017 a carreira integrava calendário UCI WorldTour até ao seu desaparecimento.
Após vários anos de sucesso como o Tour de Abu Dhabi, o Conselho de Desportos de Abu Dhabi em associação com a RCS Sport se propôs que a partir do ano 2019 se funda com a carreira Tour de Dubai para realizar uma única carreira no país emirati. A fusão de ambas suporá a criação de uma única carreira que terá por nome o UAE Tour com início em Abu Dhabi e finalizará em Dubai mantendo a categoria UCI WorldTour.

## Palmarés
| Ano  | Vencedor           | Segundo         | Terceiro           |
| ---- | ------------------ | --------------- | ------------------ |
| 2015 | Esteban Chaves     | Fabio Aru       | Wout Poels         |
| 2016 | Tanel Kangert      | Nicolas Roche   | Diego Ulissi       |
| 2017 | Rui Costa          | Ilnur Zakarin   | Tom Dumoulin       |
| 2018 | Alejandro Valverde | Wilco Kelderman | Miguel Ángel López |

## Palmarés por países
| País     | Vitórias |
| -------- | -------- |
| Colômbia | 1        |
| Estónia  | 1        |
| Portugal | 1        |
| Espanha  | 1        |